# Toray Pan Pacific Open 1993
Toray Pan Pacific Open 1993 — жіночий тенісний турнір, що проходив на закритих кортах з килимовим покриттям. Це був 10-й турнір Toray Pan Pacific Open. Належав до турнірів 1-ї категорії в рамках Туру WTA 1993. Відбувся на Yokohama Arena в Йокогамі (Японія) з 2 до 7 лютого 1993 року.

## Фінальна частина

### Одиночний розряд
Мартіна Навратілова —  Лариса Савченко-Neiland 6–2, 6–2

### Парний розряд
Ліза Реймонд /  Гелена Сукова  —  Лорі Макніл /  Ренне Стаббс 6–4, 6–3